# Куюнджич, Милан (хорватский политик)
Милан Куюнджич (хорв. Milan Kujundžić; р. 27 апреля 1957, Иванбеговина возле Имотски) — хорватский политик, врач, министр здравоохранения Хорватии в правительстве Андрея Пленковича.

## Биография
В 1982 году окончил медицинский факультет Загребский университет, где в 1988 году получил степень магистра, а в 1992 — ученую степень доктора. Также обучался в центре трансплантации в Оклахоме. Специализировался на внутренней медицине и гастроэнтерологии.
В 1996 году стал ординатором отдела гастроэнтерологии университетской больницы, в 2004—2012 гг. был директором этого заведения. В 2004 году несколько месяцев исполнял обязанности заместителя министра здравоохранения. Занял должность экстраординарного профессора кафедры внутренней медицины альма-матер, был также преподавателем Мостарского университета. Автор и соавтор около 150 научных публикаций, в том числе нескольких книг.
В 1990 году вступил в Хорватскую демократическую партию, в 1992 году присоединился к Хорватскому демократическому союзу. В 2012 году выдвигался на пост руководителя этой партии, заняв второе место на партийных выборах и проиграв Томиславу Карамарку. В 2013 году оставил ХДС, став главой новой консервативной партии «Хорватская зарница — партия народа». В 2014 году принял участие в президентских выборах как выдвиженец Альянса за Хорватию, набрав в первом туре 6,3 % голосов и заняв последнее место среди четырёх кандидатов.
В 2016 году Куюнджич вернулся в Хорватский демократический союз по приглашению Андрея Пленковича. На досрочных выборах в том же году получил мандат депутата хорватского парламента. В октябре 2016 года назначен министром здравоохранения.